# AS Motors
AS Motors est un constructeur et distributeur algérien de deux-roues motorisés. Fondée en 2006 à la Zone d'activité d'Ain Taghrout dans la wilaya de Bordj Bou Arreridji.

## Activité
L'entreprise possède une unité de production moderne située à Ain Taghrout, dans la wilaya de Bordj Bou Arreridj. Cet établissement industriel est équipé de technologies de pointe lui permettant d'assembler et de fabriquer une gamme variée de deux-roues, allant des scooters aux motos de moyenne cylindrée. La production locale permet à AS Motors de mieux répondre aux spécificités du marché algérien et de contribuer au développement de l'industrie nationale.